# Кочетов, Николай Иванович
Николай Иванович Кочетов (около 1742 — 28 апреля 1807) — российский государственный деятель, губернатор Костромской губернии (1798—1807). Тайный советник.

## Биография
На службе с 1758 года. В лейб-гвардии Измайловском полку: прапорщик (1767), подпоручик (1769), поручик (1771). С 1773 года — подполковник. С 1791 года — председатель 2-го департамента Верхнего земского суда Московской губернии, с 1793 года — статский советник.
С 29 августа 1797 года по 4 июня 1798 года — вице-губернатор Рязанской губернии. С 4 июня 1798 до последних дней жизни — губернатор Костромской губернии. Тайный советник с 9 июля 1800 года. Кaвалер орденов Святого Владимира 4-й степени и Святой Анны 1 и 2 степеней, командор ордена Святого Иоаннa Иерусалимского (27 мая 1800). 
По отзывам современников отличался добротой и гуманностью. 
Скончался 28 апреля (10 мая) 1807 года, оставив детей своих «из-за долгов и беспорядка в делах на произвол судьбы, в крайнем смятении и беспомощности».

## Семья
Жена (с 1772) — Наталья Петровна Хрущёва (1754—1805), двоюродная сестра Е. Р. Дашковой; младшая дочь капитана гвардии Петра Михайловича Хрущёва от брака его с Дарьей Илларионовной Воронцовой (1713—1765). Брак их был неудачным, став благодаря графу А. Р. Воронцову костромским губернатором, Кочетов бросил жену и детей, взяв к себе в дом жену какого-то городничего. Разоренная мужем, Наталья Петровна жила с детьми в Москве в крайней нужде, на деньги, которые ей давала княгиня Дашкова. В браке имела двух сыновей и трёх дочерей:
- Пётр (1775— ?), гвардии сержант, в 1815 титулярный советник в Костромской губернии,
- Дмитрий, полковник и кавалер, помещик с. Кобылки Рыльского уезда Курской губернии,
- Екатерина (1776—1867), воспитывалась у княгини Дашковой и в 1802 году по её просьбе была назначена фрейлиной к императрице Елизавете Алексеевне; с 1846 года кавалерственная дама ордена Св. Екатерины меньшого креста.
- Александра (30.1.1783—4.12.1853[2]), после смерти родителей жила в доме княгини Дашковой.
- Дарья, после смерти родителей жила в доме княгини Дашковой.